# Нектарий (Клинчи)
Епи́скоп Некта́рий (рум. Episcopul Nectarie, в миру Ионел Клинчи, рум. Ionel Clinci; род. 15 ноября 1968, Брэила) — епископ Румынской православной церкви, епископ Богданийский, викарий Кишинёвской архиепископии.

## Биография
Родился 15 ноября 1968 года в Брэиле в обычной румынской семье. Окончил факультет кораблей и судового оборудования в Галаце, а затем сдал экзамены, чтобы преподавать математику в школе города Янка. В школе, как учитель, по собственному признанию, ничем не отличался от коллег. Но в какой-то момент, поскольку по средам и пятницам у него было всего по два урока, он начал ходить в православную церковь. «Я и раньше ходил в церковь, но не регулярно и не молился каждый вечер. Вдруг я подумал, что стоит пойти поблагодарить Бога за то, что Он дал мне в жизни. Так я стал ходить каждую пятницу — тогда у меня было меньше занятий. На службе я часто встречал одноклассницу по лицею, и однажды она спросила меня, исповедовался ли я. Я исповедовался в детстве. Я ответил, что нет. Тогда она сказала: а когда ты хочешь это сделать? Я ответил: может быть, после Великого поста. А она мне: а если придёт смерть? Кто тебе гарантирует, что ты доживёшь до Великого поста? Мне было 26 лет. Знаете, в жизни каждого человека бывает момент, когда её течение меняется. Смерть — это самое верное в этой жизни».
Поступил в монастырь Путна, где 20 ноября 1996 года был пострижен в монашество епископом Путненским Герасимом (Кукошелом). 1 октября 2000 года он был назначен игуменом скита Сихастрия Путней, а 25 марта 2002 года возведён в сан протосинкелла епископом Ботошанским Каллиником. С 20 февраля 2005 года он служил настоятелем монастыря Сихастрия Путней, а 31 декабря 2006 года был возведён в сан архимандрита.
Получил степень бакалавра на факультете православного богословия в Питешти и степень магистра на факультете православного богословия в Сибиу. Кроме того, архимандрит Нектарий получил техническое образование, получив диплом Технического университетского колледжа в Галаце (по специальности «Военно-морская инженерия и оборудование») и окончив среднюю промышленную школу № 5 в Браиле.
В качестве настоятеля монастыря Сихэстрия Путней инициировал и завершил в период с 2002 по 2017 год строительство крупного храма с престольным праздником «Источник целебный и преподобный Серафим Саровский», а также освятил ещё три храма, один параклис, множество корпусов келий, дома для паломников, помещения для мастерских и другие постройки. Монастырь ежедневно бесплатно кормил от 80 до 100 человек, а по воскресеньям и праздникам — от 400 до 500 верующих. В 2011—2012 годах он восстановил скит «Рождество Пресвятой Богородицы» в Марджине — скит для монахинь, сформировав общину из 25 насельниц. В настоящее время братия монастыря Сихэстрия Путней насчитывает 55 насельников. Инициировал строительство дома престарелых рядом с монастырём, где нашли приют и заботу 12 человек. Центр «Святой Нектарий», находившийся к началу 2025 года на стадии завершения, был предназначен к предоставлению услуг по уходу за пожилыми людьми, медицинской реабилитации и паллиативной помощи.
Его культурная и издательская деятельность, охватывающая многочисленные публикации, монографии, акафисты, фотоальбомы и европейские проекты в области сельского развития и социальной помощи, принесла ему такие награды, как Патриарший крест (2017), Молдавский крест (2017) и Буковинский крест (2022) и другие.
С 2020 года отец Нектарий занимает должность регионального экзарха и является членом нескольких комиссий в Сучавской и Рэдэуцкой архиепископии.
5 февраля 2025 года Священным Синодом Румынской православной церкви избран викарным епископом Бессарабской митрополии с титулом «Богданийский»
16 февраля 2025 года в Патриаршем соборе в Бухаресте состоялось его епископская хиротония, которую совершили: Патриарх Румынский Даниил, митрополитский Банатский Иоанн (Сележан), митрополит Бессарабский Петр (Пэдурару), архиепископ Нижннедунайский Кассиан (Крэчун), епископ Бельцкий Антоний (Телембич), епископ Южно-Бессарабский Вениамин (Горяну), епископ Плоештский Варлаам (Мертикарю), епископ Синаитский Паисий (Теодореску), епископ Праховский Тимофей (Айоаней), епископ Ботошанский Никифор (Хория) и епископ Дорнинский Дамаскин (Лукьян).
Епископ Нектарий — не молдаванин, а уроженец Румынии, и не «перебежчик», а рукоположенный непосредственно в Румынии священнослужитель. По мнению Виктора Жосу, при помощи фигуры епископа Нектария, авторитетного архиерея и монаха, Румынский патриархат пытается скорректировать негативный имидж Бессарабской митрополии как «раскольнической» и «политически ангажированной» и сбалансировать негативный статус митрополита Петра (Пэдурару) в молдавском обществе.